# Sant Pere de Saifores
Sant Pere és una església de petites dimensions a la Plaça de Sant Pere a Saifores (Baix Penedès) inclosa a l'Inventari del Patrimoni Arquitectònic de Catalunya.
La façana principal té un arc semicircular a la porta d'entrada, i és rematada per una espadanya d'un sol cos que conté una campana. Les cobertes són de dues vessants. L'edifici és arrebossat i emblanquinat. L'interior presenta una sola nau i un gran arc rebaixat. A la part esquerra de l'altar hi ha una imatge de Sant Pere.

La capella, propietat de Cal Mata, data, segons una inscripció que hi ha a l'interior, del 1755. Però la propietària té documents del 1475 que esmenten dita ermita. Així, sembla que fou construïda en el segle xv i que en el 1775 fou restaurada per Ramon Mata. Es recorda un retaule gòtic amb alguna restauració barroca (1775), del qual no hi ha cap vestigi.